# 小嶋由紀代
小嶋 由紀代（こじま ゆきよ、1945年12月20日 - ）は、日本の元バレーボール選手。1968年メキシコオリンピックバレーボール女子銀メダリスト。

## 所属チーム
- 東京都立昭和高等学校
- 日立武蔵（1964 - 1968）